# 1861 Коменскі
1861 Коменскі (1861 Komenský) — астероїд головного поясу, відкритий 24 листопада 1970 року чехословацьким астрономом Любошем Когоутеком в Обсерваторії Бергедорфа в Гамбурзі.
Тіссеранів параметр щодо Юпітера — 3,219. Названий на честь Яна Амоса Коменського.